# Actiones in ius conceptae
Actiones in ius conceptae (actiones civiles) – powództwa oparte na prawie cywilnym. W prawie rzymskim grupa powództw, w których powód opierał swoje żądanie na prawie cywilnym, np. na własności ex iure Quiritium lub wierzytelności cywilnej.
Przeciwstawiane im były powództwa oparte na prawie urzędniczym (actiones honorariae).
Powództwa tego rodzaju miały formułkę z intentio in us concepta. Dodatkowo przy powództwach obligacyjnych, jeżeli powód nie żądał określonej sumy pieniężnej ani rzeczy (intentio incerta), wówczas intentio poprzedzane było zwięzłym wyjaśnieniem stanu faktycznego (demonstratio).
Jeżeli sprawa wszczęta powództwem opartym na prawie o charakterze osobistym prowadzona była w iudicium legitimum, wówczas z chwilą litis contestatio następowała konsumpcja skargi – dotychczasowy stosunek obligacyjny między stronami gasł. W szczególności gasło roszczenie materialne powoda. Jednocześnie powstawało dla niego uprawnienie do uzyskania wyroku opartego na treści formułki. Dla pozwanego z kolei powstawał obowiązek poddania się wyrokowi. Wygaśnięcie dotychczasowego roszczenia materialnego powoda powodowało, że nie mógł on w przyszłości w tej samej sprawie ponownie wytoczyć powództwa. Odpowiadało to zasadzie bis de eadem re ne sit actio. W konsekwencji pretor z urzędu paraliżował ponowne próby rozpoczęcia sporu, odmawiając przyznania powództwa (denegatio actionis).